# Giax Tower
La Giax Tower (anche Torre Giax) è un grattacielo residenziale di 27 piani (di cui 2 interrati) situato a Dergano, quartiere di Milano.

## Caratteristiche
L'edificio è stato classificato in classe energetica A, dotata di pannelli fotovoltaici, giardini pensili e di una piscina condominiale che sfrutta energia geotermica. Possiede inoltre strutture antisismiche grazie a dei giunti tra piani interrati e superiori ed alla struttura centrale.
La torre, localizzata in via Carlo Imbonati, si caratterizza per la struttura in acciaio, e sorge in una ex zona industriale di Milano riqualificata. La torre misura 90 metri di altezza, ha dimensioni in pianta di 34 x 18 metri e possiede 2 piani interrati e 25 fuori terra. Pensata per ospitare abitazioni di prestigio, è caratterizzata dalla presenza di una hall di ingresso contraddistinta da un abbondante uso di vetrate Il primo piano è destinato a ospitare le attività di aggregazione, svago e relax, come delle terme, una palestra, un solarium e una piscina riscaldata. Sono inoltre presenti un giardino esterno e un'autorimessa, che è ospitata dai due piani interrati.